# Spider-Man
Spider-Manⓘ (z ang. „człowiek pająk”), pełne imię i nazwisko: Peter Benjamin Parker – fikcyjna postać (superbohater) znany z komiksów wydawanych przez Marvel Comics. Została stworzona przez scenarzystę Stana Lee, rysownika Steve’a Ditko, a także Jacka Kirby’ego. Postać ta po raz pierwszy pojawiła się w Amazing Fantasy (vol. 1) #15 z sierpnia 1962. Inspirowany był m.in. występującą w pulp magazine’ach postacią pogromcy zbrodni o pseudonimie Spider, bohatera z komiksów Archie Comics o pseudonimie Fly, postacią Silver Spidera z lat pięćdziesiątych, a także złoczyńcą znanym jako Spider-Man, która pojawiła się jednorazowo w komiksie Whiz Comics (vol. 1) #89 o przygodach Kapitana Marvela (wydawanych wówczas przez wydawnictwo Fawcett Comics).
Spider-Man (pisownia z dywizem jest preferowana przez Stana Lee, jako odróżniającą od Supermana z wydawnictwa DC Comics) to, według jego twórców, bohater, z którym czytelnik może się utożsamiać. Mimo posiadania fantastycznych mocy Peter Parker musi się zmagać z codziennością: opiekuje się samotną ciotką, ma nieprzyjemnego szefa, choruje, nie dosypia. Jego postać różniła się znacznie od dotychczasowych komiksowych superbohaterów, albowiem z początku jego alter ego – Peter Parker był w wieku nastoletnim, co tradycyjnie było zarezerwowane dla pomagierów superbohaterów, takich jak Robin (pomocnik Batmana), czy też Bucky (pomocnik Kapitana Ameryki). Walka z przestępczością na ulicach Nowego Jorku nie jest dla niego odpowiedzią na wezwanie czy dumnym przywilejem, ale codziennym obowiązkiem, którego się podjął. Po walkach długo leczy rany i połamane żebra. Jednocześnie musi znosić podejrzenia, że wcale nie jest superbohaterem, a superzłoczyńcą.
Tożsamość Spider-Mana przez lata pozostawała tajemnicą dla mieszkańców Uniwersum Marvela, jednak po wydarzeniach w miniserii Wojna Domowa, Spider-Man ujawnił swoją tożsamość w związku z Ustawą Rejestracji. Sekretna tożsamość została mu jednak przywrócona przez Mephisto, w kontrowersyjnej historii One More Day. Ostatecznie poniósł śmierć w historii Ostatnie Życzenie (wydawanej od listopada do grudnia 2012 w ramach historii Amazing Spider-Man (vol. 1) #698-700). Powrót Petera Parkera/Spider-Mana zapowiedziano na kwiecień 2014 wraz z numerem Amazing Spider-Man (vol. 3) #1.
Marvel wprowadził również nowego Spider-Mana o nazwisku Miles Morales w serii Ultimate Spider-Man.
Od swojego debiutu w 1962 roku Spider-Man pojawiał się między innymi w seriach: The Amazing Spider-Man, Marvel Team-Up, The Spectacular Spider-Man, Web of Spider-Man, Peter Parker: Spider-Man, Ultimate Spider-Man i The Superior Spider-Man. Podobnie jak postacie Batmana i Supermana, także postać Spider-Mana stała się ikoną kultury popularnej, rozpoznawaną na całym świecie (przez jakiś czas był elementem logo Marvel Comics).
Przygody Spider-Mana opisywane były także w serialach animowanych lub telewizyjnych i pełnometrażowych filmach kinowych. W emitowanym w latach 1977–1979 serialu telewizyjnym The Amazing Spider-Man w rolę tytułową wcielił się aktor Nicholas Hammond. W wyprodukowanym przez japońskie studio Toei Company serialu Spider-Man (jap. スパイダーマン Supaidāman), w role Takuya Yamashiro/Spider-Mana wcielił się japoński aktor Shinji Todō. W wyreżyserowanej przez Sama Raimiego trylogii z lat 2002–2007, zapoczątkowanej filmem Spider-Man tytułową rolę zagrał Tobey Maguire. W 2012 powstał reboot serii, w ramach którego zostały stworzone filmy: Niesamowity Spider-Man i Niesamowity Spider-Man 2 (oba w reżyserii Marka Webba), w rolę Petera Parkera/Spider-Mana wcielił się aktor Andrew Garfield. W 2015 ogłoszono włączenie postaci Spider-Mana do filmowej franczyzy Filmowego Uniwersum Marvela, a jego odtwórcą został Tom Holland, który zadebiutował w filmie Kapitan Ameryka: Wojna bohaterów.
W zestawieniu 50 najlepszych postaci komiksowych magazynu filmowego Empire Spider-Man zajął piąte miejsce, a w zestawieniu 100 największych komiksowych bohaterów serwisu internetowego IGN zajął miejsce trzecie.

## Historia
W komiksie Amazing Fantasy (vol. 1) #15 pierwszy raz ukazano genezę superbohatera. Peter Parker był sierotą, którym opiekowało się kochające stryjostwo May i Bena Parkerów. Nieśmiałość Petera i jego zainteresowanie nauką uczyniły z niego samotnika. Podczas pokazu naukowego, na którym przebywał Peter, przypadkowy pająk został poddany ogromnej dawce promieniowania. Następnie ukąsił Petera w rękę i zginął. Po jakimś czasie chłopak odkrył, że w wyniku tego zdarzenia nabył pajęcze zdolności m.in. chodzenie po ścianach, nadludzką siłę i zręczność, zmysł przewidywania zagrożenia. Własnoręcznie uszył kostium zawierający motywy pająka, a także skonstruował urządzenie do wystrzeliwania sztucznej pajęczyny (web-shooters). Początkowo używał swoich nowo nabytych zdolności dla zarabiania pieniędzy, walcząc w zawodach wrestlingu, lub udzielając wywiadów dla telewizji w przebraniu pod pseudonimem „The Amazing Spider-Man” (ang. niesamowity człowiek pająk). Zmęczony po jednym ze spotkań z prasą, chciał wrócić do domu. Kiedy udawał się do windy, pozwolił uciec rabusiowi, tłumacząc ścigającemu go strażnikowi, że to nie jego sprawa. Kilka dni później, gdy wrócił do domu, odkrył, że ten sam przestępca zamordował jego wujka Bena podczas próby napadu rabunkowego. Rozwścieczony zaczął ścigać mordercę swojego wujka, aż w końcu go dopadł. Wtedy zrozumiał, że wielka moc niesie ze sobą wielką odpowiedzialność i przysiągł sobie od tej pory walczyć w obronie sprawiedliwości.

## Wyposażenie
Na obu przegubach Spider-Man nosi urządzenia zwane sieciowodami. Służą one do wystrzeliwania sieci (sieciosplotu). Mogą tworzyć trzy rodzaje sieci: pojedynczą nić, grubsze mocne włókno oraz skomplikowaną sieć. Powstaje ona z szybko schnącej (ok. 1/10 s) cieczy, która jest przechowywana w pojemnikach pod ciśnieniem. Właściwości sieci: mocna, elastyczna oraz kleista, po upływie około jednej godziny wysycha i zmienia się w proszek.
Strzał następuje poprzez naciśnięcie przycisku znajdującego się w śródręczu, środkowym i serdecznym palcem i jednoczesnym wygięciu dłoni. Zasięg strzału wynosi ok. 70 m. Spider-Man posiada także pas na zapasowe pojemniki z siecią oraz na aparat fotograficzny, którym robi zdjęcia do gazety Daily Bugle, a także „pajęcze pluskwy” – nadajniki wyczuwane przez jego pajęczy zmysł.
Całe wyposażenie zaprojektował sam Peter Parker, wykorzystując do tego szkolne laboratorium. Po crossoverze „Avengers: Upadek Avengers” ciało Spider-Mana samo zaczęło produkować sieć, podobnie, jak ma to miejsce w filmach z jego udziałem (trylogia Sama Raimiego). Ta moc została jednak mu odebrana w wyniku wydarzeń z komiksowej historii „One More Day”.
W The Amazing Spider-Man (vol. 1) #529 Spider-Man otrzymuje od Iron Mana specjalny uniform wykonany z żaroodpornych mikrowłókien z Kevlaru, posiadający specjalne wyposażenie pomagające Peterowi w walce. Tony Stark podczas budowy swojej zbroi uzyskał odpowiednie umiejętności oraz doświadczenie niezbędne do wykonywania tego typu strojów. W nowym kombinezonie Człowiek-pająk ma zainstalowaną specjalną pajęczą siatkę dzięki której może szybować na krótkie dystanse, wbudowany skaner radia straży pożarnej, policji i pogotowia oraz wzmocniony dźwięk, obraz, ultrafiolet, podczerwień oraz GPS. Oprócz drobnych gadżetów uniform posiada w okolicach ust filtry karbonowe chroniące przed toksynami i specjalne pajęcze odnóża do ataku na niewielkie odległości, a wszystko to obsługiwane jest przez skomputeryzowany system umieszczony w tytanowym napierśniku.

## Antagoniści

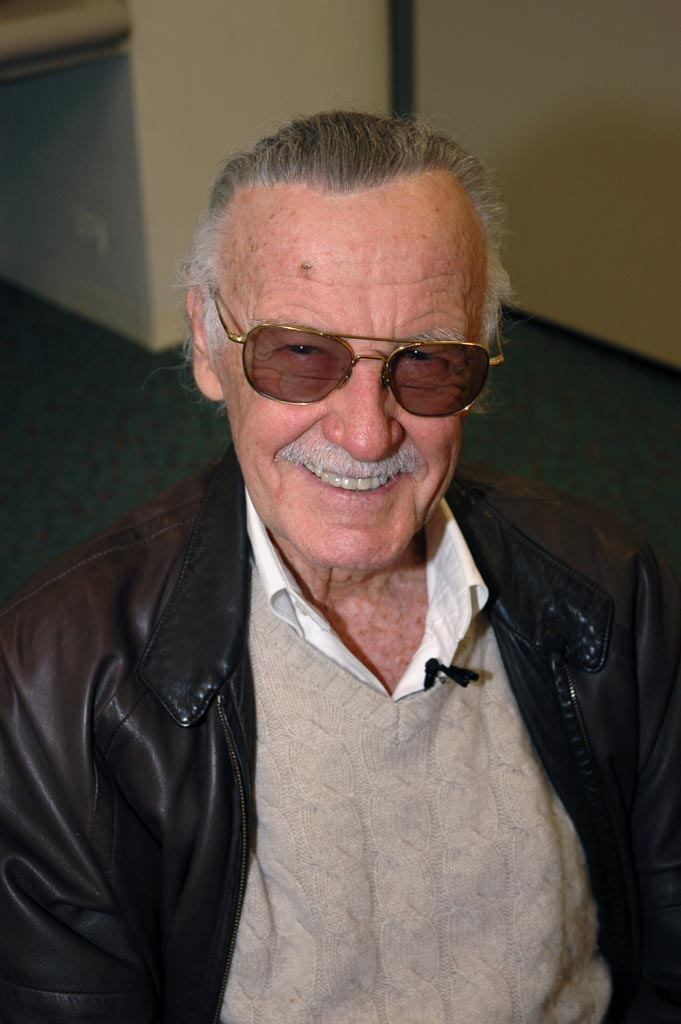
Współtwórca postaci Spider-Mana, Stan Lee

Na łamach komiksów opisujących przygody Spider-Mana przez lata pojawiła się ogromna liczba superzłoczyńców, którzy w większości, podobnie jak człowiek pająk, uzyskali swoje niezwykłe zdolności w wyniku wypadków przy różnego rodzaju eksperymentach naukowych. W galerii jego przeciwników pojawiali się także zwykli bandyci, szaleni naukowcy, szefowie świata przestępczego, a nawet stworzenia pochodzenia pozaziemskiego, a także, z uwagi na przenikanie się światów bohaterów komiksów firmy Marvel, negatywne postacie kojarzone z innymi superbohaterami uniwersum Marvela.

### Ważniejsi przeciwnicy
- Green Goblin I/Iron Patriot/Red Goblin (Norman Osborn) – żądny władzy biznesmen i dyrektor generalny Oscorp Industries[11]. Zyskał niezwykłą siłę podczas wybuchu w laboratorium na serum siły znanym jako Formuła Goblina, popadając jednocześnie w szaleństwo. Nosi halloweenowy kostium goblina i lata na małym odrzutowcu w kształcie nietoperza. Używa „dyniobomb”, bomb w kształcie jack-o’-lantern i strzela iskrami z rękawic[12]. W późniejszym czasie osiągnął sukces polityczny i założył grupę Thunderbolts składającym się ze zresocjalizowanych złoczyńców[11], a potem rządową Dark Avengers, w której przewodził jako Iron Patriot. Po ujawnieniu jego machlojek przez superbohaterów wrócił do alter ego Green Goblina[13]. Wkrótce też połączył Formułę Goblina i czerwony symbiont stając się Red Goblinem[14].
- Doktor Octopus/Superior Spider-Man (Otto Octavius) – naukowiec, który w wyniku nieudanego eksperymentu został przyczepiony do maszyny z cybernetycznymi mackami. Po wielu latach, gdy dowiedział się, że zostało mu kilka miesięcy życia, przeniósł swój umysł do ciała Petera i zaczął karierę jako „lepszy” Spider-Man. Gdy Spider-Man odzyskał swe ciało, Doktor Octopus nauczył się jak być lepszym człowiekiem[15].
- Venom I/Anti-Venom (Eddie Brock) – kiedy Spider-Man pozbył się pozaziemskiego organizmu – symbiontu (który wkomponował się w kostium superbohatera w czasie Tajnych Wojen), organizm znalazł nowego nosiciela, którym był dziennikarz Eddie Brock. Brock nienawidził Spider-Mana za utratę pracy i nadszarpnięcie jego reputacji. Dzięki symbiontowi, Brock (znany odtąd jako Venom), posiadł identyczne moce co Spider-Man, ochronę przed jego „pajęczym zmysłem”, oraz wiedzę o sekretnej tożsamości Parkera[16]. Brock później zyskał nowego symbionta powstałego z połączenia jego leukocytów i resztek poprzedniego i jako Anti-Venom stał się superbohaterem[17]. Po zdobyciu na powrót pierwszego symbiontu kontynuował bycie superbohaterem.
- Kingpin (Wilson Fisk) – publicznie biznesmen i filantrop, jednak przed opinią publiczną skrywa fakt bycia czołową figurą w przestępczym świecie Nowego Jorku. Choć wygląda na otyłego, w rzeczywistości jest umięśniony. Jednocześnie jest inteligentny i gotowy na wszystko, dzięki czemu unika sprawiedliwości. Początkowo był głównie wrogiem Spider-Mana, potem jego arcywrogiem stał się Daredevil[18].
- Hobgoblin I (Roderick Kingsley) – bogaty projektant mody przebrany za goblina i latający na odrzutowcu w kształcie gargulca, nawiązując tym samym do Green Goblina. Tak jak on używa „dyniobomb”. Udoskonalił Formułę Goblina, likwidując skutki uboczne w postaci szaleństwa[19]. Na pewien czas zrezygnował z roli Hobgoblina i wrobił w to Neda Leedsa z Daily Bugle, robiąc mu pranie mózgu[20]. W późniejszym czasie założył biznes polegający na sprzedaży tajnych tożsamości złoczyńcom.
- Sandman (Flint Marko vel William Baker) – przestępca, który po ucieczce z więzienia znalazł się na plaży na terenie testów atomowych W wyniku promieniowania jego ciało składa się z żywego piachu i potrafi kontrolować jego kształt. Ostatecznie zszedł ze złej drogi i okazjonalnie zawiera sojusz ze Spider-Manem[21].
- Electro (Maxwell „Max” Dillon) – pracownik elektrowni, który po porażeniu piorunem zyskał moc generowania prądu[22].
- Vulture (Adrian Toomes) – podstarzały konstruktor, który opracował skrzydła i magnetyczną uprząż, dzięki którym potrafi latać. Drażni go, gdy ktoś próbuje korzystać z jego kostiumu i przejąć jego rolę[23]. Przez pewien moment posiadł umiejętność również młodość z ofiar, aby samemu odmłodnieć[24].
- Mysterio (Quentin Beck) – były kaskader i spec od efektów specjalnych. Wykorzystuje swoje doświadczenie do tworzenia różnych złudzeń optycznych i technik manipulujących umysł. Jego znakiem charakterystycznym jest kulisty szklany hełm, chroniący przed dymem służącym do zmylenia wroga[25].
- Kraven Myśliwy I (Sergei Kravinoff) – myśliwy będący synem rosyjskich imigrantów uciekających przed czystkami podczas rewolucji lutowej. Po spożyciu napoju ofiarowanego przez kapłankę voodoo w Afryce zyskał wielką zwinność i siłę, tym mogąc pokonać zwierzynę gołymi rękami. Ma silne poczucie honoru. Przyrodni brat Chameleona[26].
- Lizard (Curt Connors) – biochemik i znajomy Petera. Po poddaniu się eksperymentom z DNA jaszczurek mającym na celu odrośnięcie amputowanej ręki, zmienia się w humanoidalną jaszczurkę. Po interwencji Spider-Mana przemiana została cofnięta, jednak Connors nigdy nie wyleczył się z mutacji i przy każdej przemianie jego mózg ulega stopniowemu rozdwojeniu jaźni. Ostatecznie pozostał w jaszczurzym ciele zachowując jednak swój ludzki umysł[27].
- Scorpion/Venom II (MacDonald „Mac” Gargan) – prywatny detektyw zmutowany przez eksperymentalny mutagen, zyskawszy moce skorpiona, a także cybernetyczny kostium bitewny ze specjalnym odwłokiem skorpiona. Eksperyment sfinansował J. Jonah Jameson, celem zabicia Spider-Mana, przez co potem stał się drugim wrogiem Scorpiona. Później też nosiciel symbiontu Venoma, a także członek Dark Avengers jako fałszywy Spider-Man[28].
- Chameleon (Dmitrij Smierdiakow) – rosyjski agent potrafiący doskonale naśladować wygląd innej osoby dzięki zdolnościom charakteryzatorskim. W późniejszym czasie zdobył holograficzny pas i poddał się specjalnemu serum, dzięki czemu jego ciało stało się całkowicie plastyczne. Przyrodni brat Kravena Myśliwego[29].
- Carnage (Cletus Kasady) – seryjny morderca, który połączył się z czerwonym symbiontem zrodzony z symbiontu Venoma. Kieruje się filozofią, iż wszechświat jest naturalnie chaotyczny, a prawo i sprawiedliwość to perwersja. Potrafi tworzyć z ciała różne bronie[30].
- Jack O’Lantern/Hobgoblin II (Jason Philip Macendale) – były agent CIA i najemnik korzystający arsenału nawiązującego do jack-o’-lantern. Pragnął obsesyjnie zdobyć Formułę Goblina. Po zostaniu drugim Hobgoblinem porzucił tożsamość Jacka O’Lanterna[31]. W międzyczasie sprzedał za większą moc duszę N’astirhowi, który połączył go z demonem na krótki czas[32]. Wspomagany cybernetycznymi implantami współtworzył z Gauntem grupę przestępczą Cell-12[33]. Został zabity przez Rodericka Kingsleya, który zdecydował się powrócić do roli Hobgoblina[34].
- Rhino (Aleksiej Sycewicz) – były egzekutor mafijny z ZSRR. Został połączony na stałe z twardym polimerowym egzoszkieletem przypominającym nosorożca dającym mu niezwykłą siłę i wytrzymałość. Niezbyt inteligentny sprzedaje swe usługi mądrzejszym łotrom[35].
- Shocker (Herman Schultz) – kasiarz z rękawicami wytwarzającymi naenergetyzowane fale powietrzne. Często służy jako pomocnik innych przestępców[36].
- Tombstone (Lonnie Thompson Lincoln) – Gangster albinos o twardej jak skała skórze i niesamowitej sile. Arcywróg Robbiego Robertsona, jednego z przyjaciół Petera[37].
- Green Goblin II/American Son/Kindred (Harry Osborn) – syn Normana Osborna i przyjaciel Petera ze studiów. Nie mający najlepszych relacji z ojcem, jednak po jego śmierci i jej okoliczności przejął rolę Green Goblina[38]. Pragnący odwetu na Spider-Manie był jednocześnie rozdarty czy kontynuować dziedzictwo ojca[39].
- Black Cat (Felicia Hardy) – zawodowa włamywaczka posiadająca umiejętność manipulowania polem prawdopodobieństwa w swoim otoczeniu, powodując pecha u innych. Po krótkim romansie ze Spider-Manem zdecydowała się na czynienie dobra[40].
- Mister Negative (Martin Li) – pochodzący z Chin szmugler i gangster, który w Stanach Zjednoczonych kreuje się filantropa i założył wolontariat F.E.A.S.T (gdzie pracowała ciocia May). Pewnego dnia otruty eksperymentalnym narkotykiem D-Lite odkrył w sobie ciemną stronę, manifestując ją jako fotograficzny negatyw czarnej lub białej energii elektrycznej. Przez to umie „zakażać” ludzi, aby mu służyli i wytwarzać broń z tzw. negatywnej energii. Towarzyszy mu grupa Inner Demons składająca się ochroniarzy w maskach azjatyckich demonów i uzbrojonych w regeneracyjne moce i elektryczną broń. Pośredni stwórca Anti-Venoma[41].
- Spencer Smythe – naukowiec robotyki. Obsesyjnie budował roboty zwane Spider-Slayer, by zniszczyć Spider-Mana, a także J. Jonaha Jamesona. Zmarł na skutek kontaktu z promieniotwórczymi substancjami podczas prac nad robotami[42].
- Ultimate Spider Slayer (Alistaire Smythe) – syn Spencera Smythe’a, który po jego śmierci kontynuował tworzenie Spider Slayerów, pragnąc zemsty na Spider-Manie i za śmierć ojca. W pewnym czasie stał się cyborgiem, a następnie stworzył bioenergetyczną zbroję[43].
- Jackal (Miles Warren) – profesor biologii i wykładowca Petera ze studiów. Był zakochany w ówczesnej miłość Petera – Gwen Stacy. Gdy zginęła, Warren oskarżył o to Spider-Mana i opanował sztukę klonowania ludzi. Jest odpowiedzialny za stworzenie różnych klonów Spider-Mana, w tym Scarlet Spidera i Kaine’a, a w późniejszym czasie za wybuch epidemii pajęczego wirusa w Nowym Jorku[44].
- Morlun – istota wędrująca przez stuleci, karmiąc się energią słabszych istot i poszukując totemów z czystą energią, awatarów o prymitywnych zwierzęcych duszach. Uważa Spider-Mana za posiadającego totem pająka, dlatego go prześladuje w nadziei na pochłonięcie jego esencji[45].
- Puma (Thomas Fireheart) – czempion z indiańskiego plemienia. Prezes Fireheart Enterprises i najemnik posiadający nadprzyrodzone zdolności zmieniania się w hybrydę pumy i człowieka. Z początku polował na Spider-Mana, jednak docenił go i niekiedy stawał się jego sojusznikiem[46].
- Hammerhead – gangster, któremu chirurg Jonas Harrow zamienił jego uszkodzoną czaszkę na nową spłaszczoną i wykonaną ze stali. Otrzymał dodatkowe wzmocnienia kostne z adamantium od Mister Negative’a, w zamian za całkowitą lojalność[47].
- Silvermane (Silvio Manfredi) – boss mafijny włoskiego pochodzenia w syndykacie Maggia i jeden z czołowych szefów świata przestępczego Nowego Jorku[48]. Pozbawiony skrupułów starzec, który pragnął się odmłodzić i w tym celu zdobył odmładzającą Tablicę Czasu[49]. Później wrócił do dawnego wieku i po rzekomej śmierci staje się supersilnym cyborgiem o srebrnym kolorze[48].

### Pomniejsi wrogowie
- Rose (Richard Fisk) – syn Kingpina, który nie mogąc zdecydować czy przejąć spuściznę ojca, rozpoczął działalność mafijną na własną rękę. Nosi maskę zasłaniającą całą twarz i jest równie bezwzględny jak jego ojciec. Dał początek wojnie gangów, która doprowadziła go do upadku[50].
- Kaine – pierwszy klon Spider-Mana stworzony przez Jackala. Miał być doskonały, jednak skończył jako zdeformowany i niestabilny psychicznie. Zostawia swym wrogom tzw. znak Kaine’a. Gdy pomógł zakończyć epidemię pajęczego wirusa biologii, zostaje superbohaterem w Houston i przejmuje rolę Scarlet Spidera po zmarłym Benie Reillym[51].
- Molten Man (Mark Raxton) – asystent Spencera Smythe’a, który w wyniku kontaktu z eksperymentalnym płynnym metalem, pokrywa się metalowym naskórkiem i otrzymuje zdolność do nagrzewania się do takiej temperatury, że rozpuszcza każdą substancję. Pierwotnie wykorzystywał swe zdolności do działalności przestępczej, jednak przy pomocy swej przyrodniej siostry Liz Allan zszedł ze złej drogi[52].
- Vermin (Edward Whelan) – doświadczony przez życie człowiek zmieniający się, wskutek eksperymentu Barona Zemo, w szczuropodobnego zdziczałego potwora. Pomimo popełnianymi zbrodni pragnął się wyleczyć ze swej choroby[53].
- Beetle (Abner Jenkins) – inżynier lotniczy, który zbudował odrzutową zbroję, dzięki której może latać. Po działalności w Thunderbolts zdecydował się na porzucenie działalności przestępczej i przyjął nową tożsamość – MACH[54].
- Enforcers – grupa najemników cenionych w nowojorskim światku przestępczym. Podczas wykonywania jednego ze zleceń ponieśli klęskę w starciu ze Spider-Manem i od tego czasu starają się zemścić[55]:
  - Montana (Jackson W. Brice) – świetnie włada lassem i potrafi unieruchomić każdego[55].
  - Fancy Dan (Daniel Brito) – mistrz judo i karate o niskim wzroście[55].
  - Ox (Raymond Bloch) – niezwykle silny mięśniak o niezbyt lotnym umyśle[55].
- Hydroman (Morrie Bench) – członek załogi statku towarowego, który poprzez wpadnięcie do eksperymentalnego generatora, posiada zdolność zmieniania się w ciecz[56].
- Gog – gigantyczny przybysz z kosmosu, który na rodzinnej planecie był zwierzęciem domowym lokalnego księcia i jako dziecko rozbił się na Ziemi w Savage Land. Odnaleziony i wychowany na wspólnika przez Kravena Myśliwego celem przejęcia Savage Land[57].
- Gaunt (Mendel Stromm) – niemiecki naukowiec odpowiadający za sukces Oscorp Industries i współtwórca Formuły Goblina. Gdy zagrożony Norman Osborn niesłusznie go posłał do więzienia, Stromm żądny zemsty przeniósł swe fale mózgowe do mechanicznego ciała[58]. Współtworzył z drugim Hobgoblinem grupę przestępczą Cell-12[33].
- Shriek (Frances Barrison) – pochodząca z patologicznej rodziny dilerka narkotyków potrafiąca kontrolować fale dźwiękowe, generując pociski soniczne. Stała się kochanką Carnage’a[59] i wraz z Carrionem, Demogoblinem i Doppelgangerem siali postrach w Nowym Jorku[60].
- Carrion (Malcolm McBridge) – student, który po zaatakowaniu przez genetycznego wirusa przemienił się w bladoskórego potwora podobnego do trupa. Ma zdolność lewitacji i śmiertelnego dotyku[61].
- Demogoblin – kiedy demon połączony z drugim Hobgoblinem odłączył się od swego żywiciela, rozpoczął misję przeciw grzesznikom. W jego oczach każdy był grzesznikiem. W czasie swej kampanii oszczędza tylko dzieci[32]. Tak jak Green Goblin i Hobgoblin lata na odrzutowcu, jednak w formie ognistego stwora[62].
- Doppelganger – zły, niemal bezmyślny duplikat Spider-Mana, stworzony przez Magusa jako jeden z wielu wynaturzonych duplikatów superbohaterów podczas Wojny nieskończoności. Służył potem Demogoblinowi jako zwierzę[60].
- Sasha Kravinoff – wdowa po Kravenie Myśliwym, zorganizowała z członkami rodu Kravinoff polowanie na Spider-Manie. Wskrzesiła także Kravena do świata żywych[63].
- Grim Hunter (Vladimir Kravinoff) – syn Kravena Myśliwego, który po jego samobójczej śmierci pragnął przywrócić honor rodzinie i polował na Spider-Mana. Został zabity przez Kaine’a, jednego z klonów Spider-Mana, jednak wskrzeszono go pod postacią drapieżnika podobnego do lwa[64].
- Kraven Myśliwy II (Alyosha Kravinoff) – nieślubny syn Kravena Myśliwego, który nawiązał kontakt i udoskonalił napój dający zwierzęcą moc. Przez pewien czas zajął legalnymi biznesami w postaci w kariery Hollywood i sprzedażą odzieży ze zwierzęcych skór[65].
- Boomerang (Fred Myers) – australijski baseballista, który wykorzystał swe umiejętności do zostania płatnym zabójcą[66].
- Cardiac (Elias Wirtham) – chirurg, który po tym jak błąd lekarza doprowadził do śmierci jego brata, przerobił swoje ciało poprzez cybernetyczną operację i stał się samozwańczym stróżem prawa[67].
- Menace/Queen Cat (Lilly Hollister) – córka prokuratora okręgowego Williama Hollistera. Dzięki koneksjom z Normanem Osbornem, zmienia ciało korzystając z Formuły Goblina i dostaje dostęp do arsenału Green Goblina. Później korzystając z programu resocjalizacji autorstwa Rodericka Kingsleya staje się superbohaterką nawiązującą do Black Cat[68].
- Sin-Eater (Stan Carter) – seryjny morderca obierający za cel autorytety, które według niego nieodpowiednio wypełniały są służbę wobec społeczeństwa. Zamordował on kpt. policji Jean DeWolff będącą sojuszniczką Spider-Mana[69]. Po jego aresztowaniu i skazaniu Cartera rolę Sin-Eatera przyjęło kilku innych ludzi[70].
- Will O’ The Wisp (Jackson Arvad) – naukowiec Brand Corporation, który w wyniku wypadku podczas badań nad spektrum elektromagnetycznym, kontroluje gęstość ciała mając moc latania, szybkość i moc światła. Potem zszedł ze złej ścieżki[71].
- Spot (Jonathan Ohnn) – badacz naukowy, który podczas prac nad technologią teleportacji, odkrył jak tworzyć ruchome portale i rozpoczął karierę przestępczą. Ma na swoim specjalnym kostiumie cętki służące jako portale teleportacyjne i mogą zostać przyklejone w różnych lokalizacjach[72].
- Tinkerer (Phineas Mason) – ceniony w świecie przestępczym jako konstruktor gadżetów i broni. Wielokrotnie wspiera superzłoczyńców i nawet będąc w więzieniu pomaga budować broń i podejmować próby ucieczki[73].
- Scream (Donna Diego) – ochroniarka, która połączyła się z żółtym symbiontem, w ramach eksperymentu przeprowadzonego przez Life Foundation. Liczyła, że jej moce posłużą do ochrony planety, jednak postradała zmysły i atakowała ludzi. Wyposażona w biczowate włókna odchodzące od głowy niczym włosy[74].
- Chance (Nicholas Powell) – najemnik w kostiumie o odrzutowych kończynach. Zamiast przyjmować wynagrodzenie, zakłada się ze zleceniodawcami i to on im płaci, jeśli mu się nie powiedzie. Czasami współpracuje ze Spider-Manem i innymi superbohaterami[75].
- Tarantula (Anton Miguel Rodriguez) – zabójca na usługach reżimu w południowoamerykańskim kraju Delvadia. Początkowo nie posiadający supermocy, w późniejszym czasie otrzymał zastrzyki z substancjami wzmacniające jego siłę i zdolności fizyczne[76].
- Spidercide – kolejny klon Spider-Mana stworzony przez Jackala. Posiada protoplastyczną strukturę, pozwalającą mu zmieniać dowolnie kształt i dając odporność na obrażenia[77].

### Grupy
Niektórzy z przeciwników tworzą grupy celem większej szansy pokonania Spider-Mana lub chęci zemsty na nim:
- Sinister Six – stworzona przez Doktora Octopusa drużyna superzłoczyńców na zasadzie „siła tkwi w liczebności” i działająca w imię zbiorowej zemsty na Spider-Manie. W jej skład wchodzili Doktor Octopus, Electro, Mysterio, Vulture, Kraven Myśliwy i Sandman[78], a potem Hobgoblin II (w zastępstwie zmarłego Kravena Myśliwego), Gog (w zastępstwie Sandmana) i Venom (w zastępstwie Doktora Octopusa).
  - Sinister Seven – (w składzie: Hobgoblin, Electro, Mysterio, Vulture, Shocker, Beetle, Scorpia) kontynuacja Sinister Six po śmierci Doktora Octopusa założona przez drugiego Hobgoblina celem zniszczenia Kaine’a, który zabijał superzłoczyńców i uśmiercił Doktora Octopusa i Grim Huntera.
  - Sinister Twelve (w składzie: Green Goblin I, Scorpion/Venom II, Hydro-Man, Sandman, Lizard, Electro, Vulture, Shocker, Chameleon, Hammerhead, Tombstone, Boomerang) – drużyna superzłoczyńczów założona i finansowana przez Normana Osborna jako jego plan awaryjny w porwaniu cioci May. Gdy Osborn znajdował się w więzieniu, Scorpion kierował grupą.
- Sinister Syndicate (w składzie: Beetle, Boomerang, Hardshell, Hydro-Man, Rhino, Shocker, Speed Demon) – drużyna utworzona przez Beetle’a z inspiracji Sinister Syndicate. W odróżnieniu od Sinister Six członkowie byli bardziej zainteresowani korzyściami materialnymi niż zemstą na Spider-Manie. Wskutek wewnętrznych nieporozumień i aktywności Spider-Mana Sinister Syndicate się rozwiązała[79].
- Spider-Man Revenge Squad (w składzie: Spot, Kangaroo, Grizzly, Gibbon) – nie potrafiąc pokonać Spider-Mana z osobna, więc stworzyli zespół. Nie byli pewni jaki jest ich cel i zaczęli walczyć między sobą. Byli powszechnie wyśmiewani i przezywani jako Legion of Losers do czasu, gdy Spider-Man z grzeczności dał im się pokonać[80].
- Frightful Four – przestępczy odpowiednik Fantastycznej Czwórki, okazjonalnie walcząca ze Spider-Manem[81].

## Adaptacje

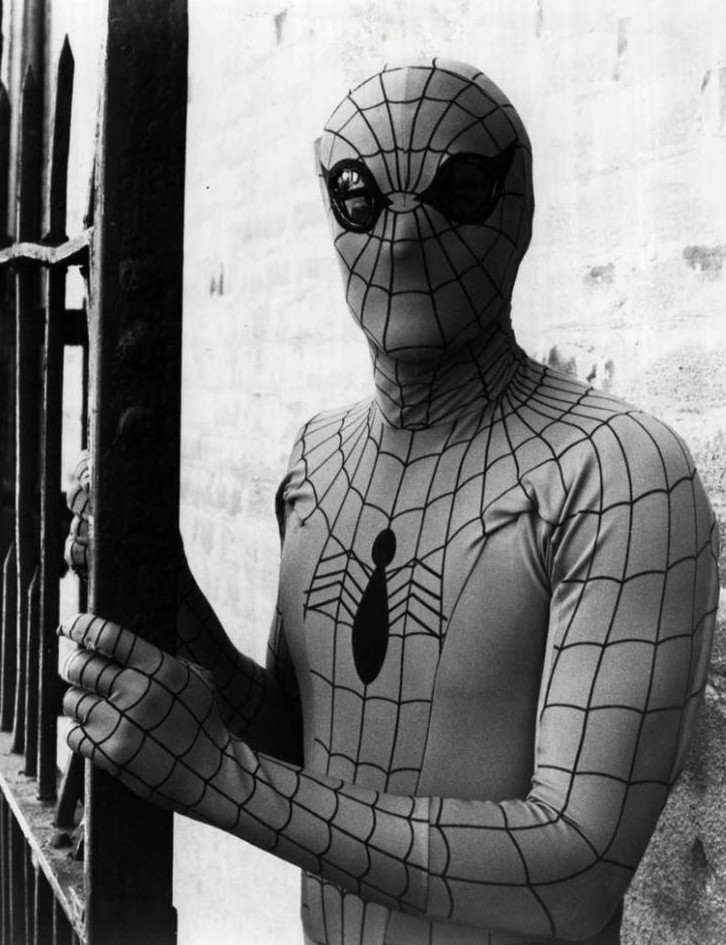
Aktor Nicholas Hammond w roli Spider-Mana w serialu The Amazing Spider-Man z lat 70.

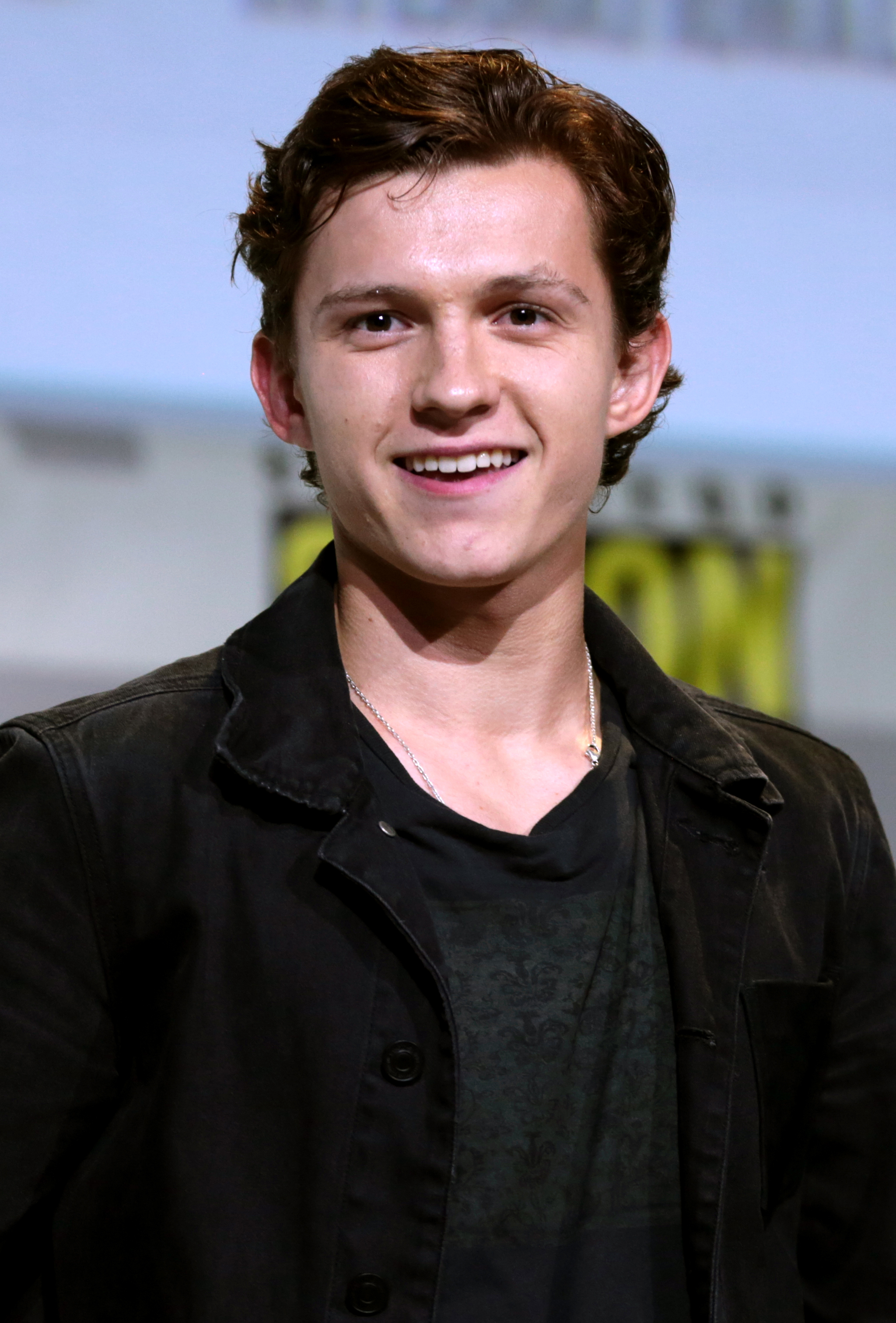
Odtwórca Spider-Mana w Filmowym Uniwersum Marvela – Tom Holland (2016)

Na podstawie komiksów powstały dwa seriale fabularne i kilka seriali animowanych, jak też pełnometrażowe filmy telewizyjne i kinowe. W roku 2002 film wytwórni Sony Pictures – Spider-Man, który wyreżyserował Sam Raimi. Film doczekał się dwóch kontynuacji, które odniosły nie mniejszy sukces niż pierwsza część. W roku 2012 ukazał się czwarty film, który jest rebootem historii człowieka pająka, a dwa lata później – jego sequel. W 2017 roku premierę miał kolejny reboot serii, tym razem przy współpracy Marvel Studios z Sony Pictures. Postać została włączona do Filmowego Uniwersum Marvela.

### Seriale animowane
- Spider-Man (1967–1970)
- Spider-Man (1981–1982)
- Człowiek-Pająk i jego niezwykli przyjaciele (Spider-Man and his Amazing Friends, 1981–1984)
- Spider-Man (Spider-Man: The Animated Series, 1994–1998)
- Spider-Man Unlimited (1999–2001)
- Spider-Man (Spider-Man: The New Animated Series, 2003)
- The Spectacular Spider-Man (2008–2009)
- Mega Spider-Man (Ultimate Spider-Man, 2012–2017)
- Spider-Man (Marvel’s Spider-Man, 2017–2020)
- Spidey i super-kumple (Spidey and His Amazing Friends, 2021–)

### Seriale telewizyjne
- The Amazing Spider-Man (1977-79)
- Spider-Man (jap. スパイダーマン Supaidāman) (1978)

## Komiksy wydane w Polsce w wydaniu zbiorczym
| Tytuł polski                                               | Tytuł angielski                                            | Zawartość | Wydawnictwo              | Data             | Uwagi |
| ---------------------------------------------------------- | ---------------------------------------------------------- | --- | ------------------------ | ---------------- | --- |
| Spider-Man: Cierpienie                                     | Spider-Man: Torment                                        | Spider-Man (vol. 1) #1-5 oraz dwie historie z What The--?! #14 | TM-Semic                 | 1993             | Pierwszy numer magazynu Mega Marvel, wydawanego przez TM-Semic w latach 1993–1999. |
| Essential 5 – The Amazing Spider-Man, część 1              | Essential Amazing Spider-Man Vol. 1                        | Amazing Fantasy (vol. 1) #15, The Amazing Spider-Man (vol. 1) #1-20 oraz Annual #1 | Mandragora               | sierpień 2006    | Tom został wydany czarno-biały; Amazing Fantasy #15 został wydany również w zbiorach Początki Marvela: Lata Sześćdziesiąte z WKKM i Spider-Man z Superbohaterów Marvela w kolorze; The Amazing Spider-Man Annual #1 został wydany również w zbiorze Spider-Man z Superbohaterów Marvela w kolorze. |
| The Amazing Spider-Man: Punisher uderza dwa razy!          | The Amazing Spider-Man: The Punisher Strikes Twice!        | The Amazing Spider-Man (vol. 1) #129 | Mandragora i Hachette    | listopad 2006    | Część zawartości Essential – 7 – Punisher, część 1, a także dodatek w zbiorze Punisher z Superbohaterów Marvela. |
| Essential 10 – The Amazing Spider-Man, część 2             | Essential Amazing Spider-Man Vol. 2                        | The Amazing Spider-Man (vol.1) #21-43 oraz Annual #2-3 | Mandragora               | maj 2007         | Tom został wydany czarno-biały; ostatnie zawarte tu zeszyty są pierwowzorem historii przedstawionej w Spider-Manie: Niebieskim. |
| The Amazing Spider-Man: Powrót do domu                     | The Amazing Spider-Man: Coming Home                        | The Amazing Spider-Man (vol. 2) #30-35 | Hachette                 | sierpień 2012    | Wydany jako 1. tom WKKM. Historia została wydana również w zeszytach przez Dobry Komiks. |
| The Amazing Spider-Man: Narodziny Venoma                   | The Amazing Spider-Man: Birth of Venom                     | The Amazing Spider-Man (vol. 1) #252, 256-259, 300, fragmenty z Fantastic Four (vol. 1) #274 iThe Amazing Spider-Man (vol. 1) #298-299, Web of Spider-Man #1                            | Hachette                 | styczeń 2013     | Wydany jako 5. tom WKKM. 2 zeszyty zostały wcześniej wydane przez TM-Semic. |
| The Amazing Spider-Man: Ostatnie łowy Kravena              | The Amazing Spider-Man: Kraven’s Last Hunt                 | Web of Spider-Man #31-32, The Amazing Spider-Man (vol. 1) #293-294, Peter Parker, the Spectacular Spider-Man #131-132                                                                   | Hachette                 | kwiecień 2013    | Wydany jako 10. tom WKKM. Historia została wydana również w zeszytach przez TM-Semic. |
| Ultimate Spider-Man: Moc i Odpowiedzialność                | Ultimate Spider-Man: Power and Responsibility              | Ultimate Spider-Man (vol. 1) #1-7 | Hachette                 | listopad 2011    | Wydany jako 25. tom WKKM. 6 zeszytów zostało wydane również przez Fan Media. |
| Spider-Man: Niebieski                                      | Spider-Man: Blue                                           | Spider-Man: Blue #1-6 | Hachette i Mucha Comics  | luty 2014        | Część „kolorowej” serii Jepha Loeba i Tima Sale’a. Pierwszy raz wydany jako 33. tom WKKM. |
| The Amazing Spider-Man: Wyznania                           | The Amazing Spider-Man: Revelations                        | The Amazing Spider-Man (vol. 2) #37-39 | Hachette                 | wrzesień 2014    | Wydany jako 48. tom WKKM. Część zeszytów została wydana również przez Dobry Komiks. |
| The Amazing Spider-Man: Prędzej Zgasną Gwiazdy             | The Amazing Spider-Man: Until the Stars Turn Cold          | The Amazing Spider-Man (vol. 2) #40-45 | Hachette                 | wrzesień 2014    | Wydane razem z Wyznaniami jako 48. tom WKKM. |
| Marvel Knights Spider-Man: Śmiertelna Trwoga               | Marvel Knights Spider-Man: Down Among the Dead Men         | Marvel Knights Spider-Man #1-4 | Hachette                 | kwiecień 2015    | Wydany jako 62. tom WKKM. Pierwsza z trzech historii opowiadających o śledzeniu porywacza cioci May prowadzonym przez Spider-Mana. |
| Marvel Knights Spider-Man: Jadowity                        | Marvel Knights Spider-Man: Venomous                        | Marvel Knights Spider-Man #5-8 | Hachette                 | czerwiec 2015    | Wydany jako 67. tom WKKM. Druga z trzech historii opowiadających o śledzeniu porywacza cioci May prowadzonym przez Spider-Mana. |
| Superior Spider-Man t. 1: Ostatnie Życzenie                | The Amazing Spider-Man: Dying Wish                         | The Amazing Spider-Man #698-700 | Egmont Polska i Hachette | wrzesień 2015    | Początek serii w ramach linii wydawniczej Marvel Now!. Jubileuszowa historia zamykająca serię The Amazing Spider-Man i zapowiadająca The Superior Spider-Man. |
| Superior Spider-Man t. 2: Mój własny najgorszy wróg        | Superior Spider-Man: My Own Worst Enemy                    | Superior Spider-Man #1-5 | Egmont Polska i Hachette | grudzień 2015    | Hachette wydało to razem z Ostatnim życzeniem jako 129. tom WKKM, ale pod nazwą tego zbioru. |
| Ultimate Spider-Man: Śmierć Spider-Mana                    | Ultimate Spider-Man: Death of Spider-Man                   | Ultimate Spider-Man (vol. 1) #153-160 | Hachette                 | styczeń 2016     | Finał serii Ultimate Spider-Man, która została zastąpiona przez Ultimate Comics Spider-Man. Wydany jako 82. tom WKKM |
| The Amazing Spider-Man: Nigdy więcej Spider-Mana           | The Amazing Spider-Man: Spider-Man No More                 | The Amazing Spider-Man (vol. 1) #44-50 | Hachette                 | marzec 2016      | Część zawartych tu zeszytów jest pierwowzorem historii przedstawionej w „Spider-Manie: Niebieskim”. Wydany jako 87. tom WKKM |
| Superior Spider-Man t. 3: Kłopoty z głową                  | Superior Spider-Man: Troubled Mind                         | Superior Spider-Man #6-10 | Egmont Polska            | marzec 2016      | |
| Spider-Man: Marvel Team-Up                                 | Spider-Man: Marvel Team-Up                                 | Marvel Team-Up (vol. 1) #59-70 | Hachette                 | czerwiec 2016    | Zbiór 1- i 2-zeszytowych historii, w których Spidey sprzymierza się z innym bohaterem Marvela. Wydany jako 92. tom WKKM. |
| Superior Spider-Man t. 4: Nie Ma Ucieczki                  | Superior Spider-Man: No Escape                             | Superior Spider-Man #11-16 | Egmont Polska            | czerwiec 2016    | |
| The Amazing Spider-Man: Śmierć Stacych                     | The Amazing Spider-Man: Death Of The Stacys                | The Amazing Spider-Man (vol. 1) #88-92, 121-122 | Hachette                 | sierpień 2016    | Wydany jako 98. tom WKKM. |
| Superior Spider-Man t. 5: Zło Konieczne                    | Superior Spider-Man: Necessary Evil                        | Superior Spider-Man #17-21 | Egmont Polska            | wrzesień 2016    | |
| The Amazing Spider-Man: Wszystkiego najlepszego            | The Amazing Spider-Man: Happy Birthday                     | The Amazing Spider-Man (vol. 2) #57-58 oraz (vol. 1) #500-502 | Hachette                 | styczeń 2017     | Wydane jako część Spider-Mana z Superbohaterów Marvela. |
| The Amazing Spider-Man: Pajęcza Wyspa                      | The Amazing Spider-Man: Spider-Island                      | Spider-Island: Deadly Foes, The Amazing Spider-Man (vol. 1)#666-672, Venom (vol. 2) #6-9                                                                                                | Hachette                 | styczeń/maj 2017 | W Polsce ten komiks został wydany w dwóch tomach (108. i 117. tom WKKM). |
| Superior Spider-Man t. 6: Superior Venom                   | Superior Spider-Man: Superior Venom                        | Superior Spider-Man #22-26 oraz Annual #1 | Egmont Polska            | styczeń 2017     | |
| Spider-Man: Władza                                         | Spider-Man: Reign                                          | Spider-Man: Reign #1-4 | Mucha Comics             | marzec 2017      | |
| The Amazing Spider-Man: Potwór znany jako... Morbius!      | The Amazing Spider-Man: A Monster Called... Morbius!       | The Amazing Spider-Man (vol. 1) #101 | Hachette                 | kwiecień 2017    | Część zawartości 115. tomu Wielkiej kolekcji komiksów Maravela: Marvel Horror. |
| Superior Spider-Man t. 7: Lud Goblinów                     | Superior Spider-Man: Goblin Nation                         | Superior Spider-Man #27-31 oraz Annual #2 | Egmont Polska            | maj 2017         | Finał serii Superior Spider-Man. |
| Amazing Spider-Man: Szczęście Parkera                      | The Amazing Spider-Man: Parker Luck                        | The Amazing Spider-Man (vol. 3) #1-6 | Egmont Polska            | lipiec 2017      | Powrót zamkniętej wcześniej serii The Amazing Spider-Man. |
| Amazing Spider-Man: Preludium do Spider-Versum             | The Amazing Spider-Man: Spider-Verse Prelude               | The Amazing Spider-Man (vol. 3) #7-8, Superior Spider-Man #32-33 oraz fragment z Free Comic Book Day 2014                                                                               | Egmont Polska            | grudzień 2017    | |
| Spider-Man i Czarna Kotka: Zło, które ludzie czynią        | Spider-Man/Black Cat: The Evil That Men Do                 | Spider-Man/Black Cat #1-6 | Egmont Polska            | styczeń 2018     | |
| Ultimate Spider-Man, t. 1                                  | Ultimate Spider-Man: Ultimate Collection Book 1            | Ultimate Spider-Man (vol. 1) #1-13 | Egmont Polska            | maj 2018         | |
| Amazing Spider-Man: Spider-Versum                          | Amazing Spider-Man: Spider-Verse                           | The Amazing Spider-Man (vol. 3) #9-15 | Egmont Polska            | maj 2018         | |
| Amazing Spider-Man: Nocna Zmiana                           | Amazing Spider-Man: Graveyard Shift                        | The Amazing Spider-Man (vol. 3) #16-18 oraz Annual #1 | Egmont Polska            | wrzesień 2018    | Zakończenie serii w ramach linii wydawniczej Marvel Now!. |
| Ultimate Spider-Man, t. 2                                  | Ultimate Spider-Man: Ultimate Collection Book 2            | Ultimate Spider-Man (vol. 1) #14-27 | Egmont Polska            | wrzesień 2018    | |
| Tajne Wojny: Amazing Spider-Man. Odnowić śluby             | The Amazing Spider-Man: Renew Your Vows: Warzones!         | The Amazing Spider-Man: Renew Your Vows (vol. 1) #1-5 oraz fragment ze Spider-Verse (vol. 1) #2                                                                                         | Egmont Polska            | listopad 2018    | |
| Globalna sieć, t. 1: Wrogie przejęcie                      | The Amazing Spider-Man: Worldwide #1                       | The Amazing Spider-Man (vol. 4) #1-5 | Egmont Polska            | styczeń 2019     | Początek serii w ramach liniach wydawniczych Marvel NOW! 2.0 i All-New, All-Different Marvel. |
| Ultimate Spider-Man, t. 3                                  | Ultimate Spider-Man: Ultimate Collection Book 3            | Ultimate Spider-Man (vol. 1) #½, 28-39 | Egmont Polska            | marzec 2019      | |
| Całkiem Nowy Dzień                                         | Brand New Day                                              | The Amazing Spider-Man (vol. 1) #546-551 oraz FCBD 2016: The Amazing Spider-Man | Hachette                 | kwiecień 2019    | Wydany jako 1. tom testu kolekcji Spider-Man Kultowe komiksy. |
| Globalna sieć, t 2: Mroczne królestwo                      | The Amazing Spider-Man: Worldwide #2                       | The Amazing Spider-Man (vol. 4) #6-11 | Egmont Polska            | kwiecień 2019    | |
| Zmysły                                                     | Perceptions                                                | Spider-Man (vol. 1) #6-12 | Hachette                 | kwiecień 2019    | Wydany jako 2. tom testu kolekcji Spider-Man Kultowe komiksy. 7 zeszytów zostało wcześniej wydane przez TM-Semic. |
| Saga klonów                                                | Original Clone Saga                                        | The Amazing Spider-Man (vol. 1) #129, 143-150 | Hachette                 | maj 2019         | Wydany jako 3. tom testu kolekcji Spider-Man Kultowe komiksy. |
| Zdziczenie                                                 | Feral                                                      | Sensational Spider-Man (vol. 1) #23-27 | Hachette                 | maj 2019         | Wydany jako 4. tom testu kolekcji Spider-Man Kultowe komiksy. |
| Spider-Man                                                 | Spider-Man by Todd McFarlane Omnibus                       | Spider-Man (vol. 1) #1-14, #16, X-Force (vol. 1) #4 | Egmont Polska            | maj 2019         | Zawartość została wcześniej wydana przez TM-Semic, w tym zeszyty Spider-Man (vol. 1) #1-5 jako pierwszy numer magazynu Mega Marvel. |
| Globalna sieć, t. 3: Demonstracja siły                     | The Amazing Spider-Man: Worldwide #3                       | The Amazing Spider-Man (vol. 4) #12-15 | Egmont Polska            | czerwiec 2019    | |
| II Wojna Domowa: Amazing Spider-Man                        | Civil War II: Amazing Spider-Man                           | Civil War II: Amazing Spider-Man #1-4 | Egmont Polska            | lipiec 2019      | |
| Ultimate Spider-Man, t. 4                                  | Ultimate Spider-Man: Ultimate Collection Book 4            | Ultimate Spider-Man (vol. 1) #40-45, #47-53 | Egmont Polska            | lipiec 2019      | |
| Globalna sieć, t. 4: Starzy Znajomi                        | The Amazing Spider-Man: Worldwide #4                       | The Amazing Spider-Man (vol. 4) #16-19 | Egmont Polska            | wrzesień 2019    | |
| Ultimate Spider-Man, t. 5                                  | Ultimate Spider-Man: Ultimate Collection Book 5            | Ultimate Six #1-7 (listopad 2003-czerwiec 2004), Ultimate Spider-Man (vol. 1) #46, 54-59                                                                                                | Egmont Polska            | listopad 2019    | |
| Globalna sieć, t. 5: Spisek Klonów                         | The Amazing Spider-Man: The Clone Conspiracy               | The Clone Conspiracy #1-5, The Clone Conspiracy Omega, The Amazing Spider-Man (vol. 4) #20-24, Silk (vol. 2) #14-17, Prowler (vol. 2) #1-5                                              | Egmont Polska            | listopad 2019    | |
| Globalna sieć, t. 6: Tożsamość Osborna                     | The Amazing Spider-Man: Worldwide #6                       | The Amazing Spider-Man (vol. 4) #25-28 | Egmont Polska            | luty 2020        | |
| Ultimate Spider-Man, t. 6                                  | Ultimate Spider-Man: Ultimate Collection Book 6            | Ultimate Spider-Man (vol. 1) #60-71 | Egmont Polska            | marzec 2020      | |
| Ultimate Spider-Man, t. 7                                  | Ultimate Spider-Man: Ultimate Collection Book 7            | Ultimate Spider-Man (vol. 1) #72-85 | Egmont Polska            | lipiec 2020      | |
| Globalna sieć, t. 7: Upadek imperium                       | The Amazing Spider-Man: Worldwide #7                       | The Amazing Spider-Man (vol. 4) #29-32 oraz (vol. 1) #789-791 | Egmont Polska            | lipiec 2020      | Zakończenie serii w ramach linii wydawniczej All-New, All-Different Marvel i rozpoczęcie jej w ramach linii wydawniczej Marvel Legacy. |
| Globalna sieć, t. 8: Venom Inc.                            | The Amazing Spider-man: Venom Inc.                         | The Amazing Spider-Man: Venom Inc. Alpha, The Amazing Spider-Man (vol. 1) #792-793, Venom (vol. 1) #159-160, The Amazing Spider-Man: Venom Inc. Omega #1                                | Egmont Polska            | październik 2020 | |
| Globalna sieć, t. 9: Czerwony alarm                        | The Amazing Spider-Man: Worldwide #8                       | The Amazing Spider-Man (vol. 1) #794-796, 42 oraz fragmenty z The Amazing Spider-Man (vol. 4) #25                                                                                       | Egmont Polska            | grudzień 2020    | |
| Ultimate Spider-Man, t. 8                                  | Ultimate Spider-Man: Ultimate Collection Book 8            | Ultimate Spider-Man (vol. 1) #86-96 oraz Annual #1-2 | Egmont Polska            | styczeń 2021     | |
| Amazing Spider-Man Epic Collection – Ostatnie łowy Kravena | The Amazing Spider-Man Epic Collection: Kraven’s Last Hunt | The Amazing Spider-Man (vol. 1) #289-294 oraz Annual (vol. 1) #20-21, Spider-Man Versus Wolverine, Web of Spider-Man (vol. 1) #29-32, Peter Parker, the Spectacular Spider-Man #131-132 | Egmont Polska            | marzec 2021      | 8 zeszytów zostało wcześniej wydane przez TM-Semic. |
| Globalna sieć, t. 10: Odejść z hukiem                      | The Amazing Spider-Man: Worldwide #9                       | The Amazing Spider-Man (vol. 1) #797–801 | Egmont Polska            | marzec 2021      | Zakończenie serii w ramach linii wydawniczych Marvel NOW! 2.0 i Marvel Legacy. |
| Amazing Spider-Man Epic Collection – Venom                 | The Amazing Spider-Man Epic Collection: Venom              | The Amazing Spider-Man (vol. 1) #295-310 oraz Annual #22, Web of Spider-Man (vol. 1) #33, Peter Parker, the Spectacular Spider-Man #133                                                 | Egmont Polska            | czerwiec 2021    | 13 zeszytów zostało wcześniej wydane przez TM-Semic. |
| Amazing Spider-Man: Powrót do korzeni                      | The Amazing Spider-Man: Back to Basics                     | The Amazing Spider-Man (vol. 5) #1-5 | Egmont Polska            | czerwiec 2021    | Początek serii w ramach linii wydawniczej Marvel Fresh |
| Ultimate Spider-Man, t. 9                                  | Ultimate Spider-Man: Ultimate Collection Book 9            | Ultimate Spider-Man (vol. 1) #97-111 | Story House Egmont       | lipiec 2021      | |
| The Spectacular Spider-Man                                 | The Spectacular Spider-Man                                 | The Spectacular Spider-Man (vol. 1) #178-200 oraz fragment z Annual #14 | Mucha Comics             | wrzesień 2021    | 10 zeszytów zostało wcześniej wydane przez TM-Semic. |
| Spider-Man – Historia życia.                               | Spider-Man: Life Story                                     | Spider-Man: Life Story #1-6 | Story House Egmont       | październik 2021 | W Polsce wydany w ramach linii wydawniczej Marvel Deluxe. |
| Amazing Spider-Man: Przyjaciele i wrogowie                 | Amazing Spider-Man: Friends and Foes                       | The Amazing Spider-Man (vol. 5) #6–10 | Story House Egmont       | październik 2021 | |
| Amazing Spider-Man Epic Collection – Inferno               | The Amazing Spider-Man Epic Collection: Assassin Nation    | The Amazing Spider-Man (vol. 1) #311-325 oraz Annual (vol. 1) #23, Marvel Graphic Novel #46                                                                                             | Story House Egmont       | listopad 2021    | 16 zeszytów zostało wcześniej wydane przez TM-Semic. |
| Spidergedon                                                | Spider-Geddon                                              | Edge of Spider-Geddon #1-4, Superior Octopus #1, Spider-Geddon #0-5, Vault of Spiders #1-2.                                                                                             | Story House Egmont       | listopad 2021    | |
| Spectacular Spider-Man: Tombstone                          | Spectacular Spider-Man: Tombstone                          | The Spectacular Spider-Man (vol. 1) #137-150, materiał z zeszytu Spectacular Spider-Man Annual #8                                                                                       | Mucha Comics             | czerwiec 2025    | |
| Spider-Man: Czarny kostium i krew                          | Spider-Man: Black Suit and Blood                           | Spider-Man: Black Suit & Blood #1-4 | Mucha Comics             | czerwiec 2025    | Część serii wydawniczej Marvel: Black, White And Blood. |